# Bradina selectalis
Bradina selectalis là một loài bướm đêm trong họ Crambidae.